# Землетрус Лухо (1973)
Землетрус Лухо 1973 року з магнітудою 7,6 стався в Гарцзе-Тибетській автономній префектурі провінції Сичуань (КНР) 6 лютого 1973 року.

## Тектонічна обстановка

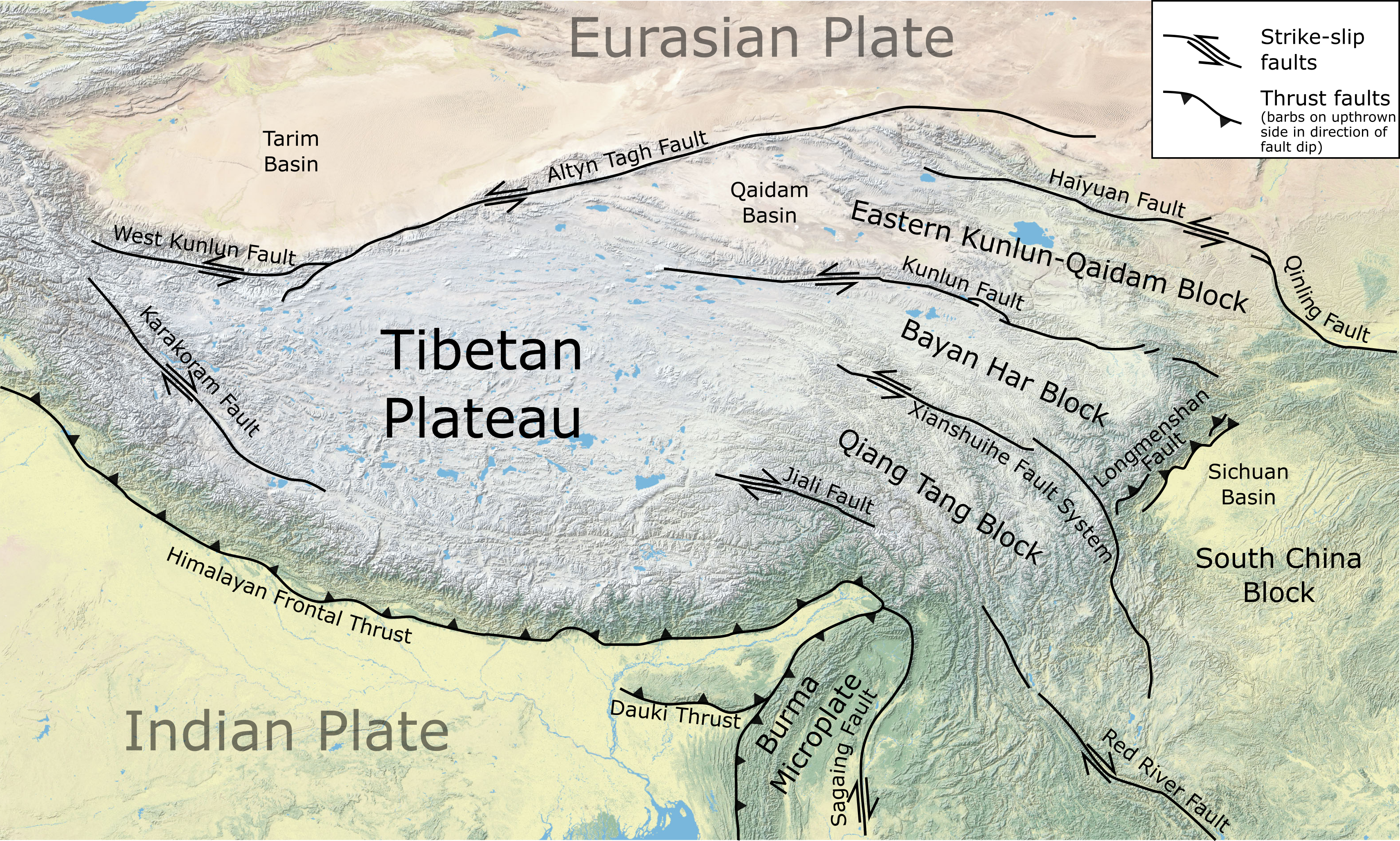
Тектонічний огляд Тибетського нагір'я і Сичуань.

Західний Сичуань розташований на краю Тибетського плато у великій зоні складних континентальних деформацій, спричинених зіткненням Індійської плити з Євразійською. Оскільки Індійська плита просувається під Євразійську вздовж Гімалаїв, континентальна кора в межах Євразійської плити активно піднімається і потовщується, утворюючи Тибетське плато. Оскільки на плато немає активних насувних структур, стиснення компенсується зсувним рухом уздовж великих структур, включаючи розлом Алтинтаг, розлом Куньлунь, розлом Хайюань і систему розломів Сяншуйхе. Лівосторонній зсувний рух вичавлює блоки кори Тибетського плато назовні, змушуючи його рухатися на схід. Тим часом рух зсуву також призводить до розширення плато зі сходу на захід, спричиняючи звичайні розломи до розриву всередині потовщеної кори.

## Землетрус

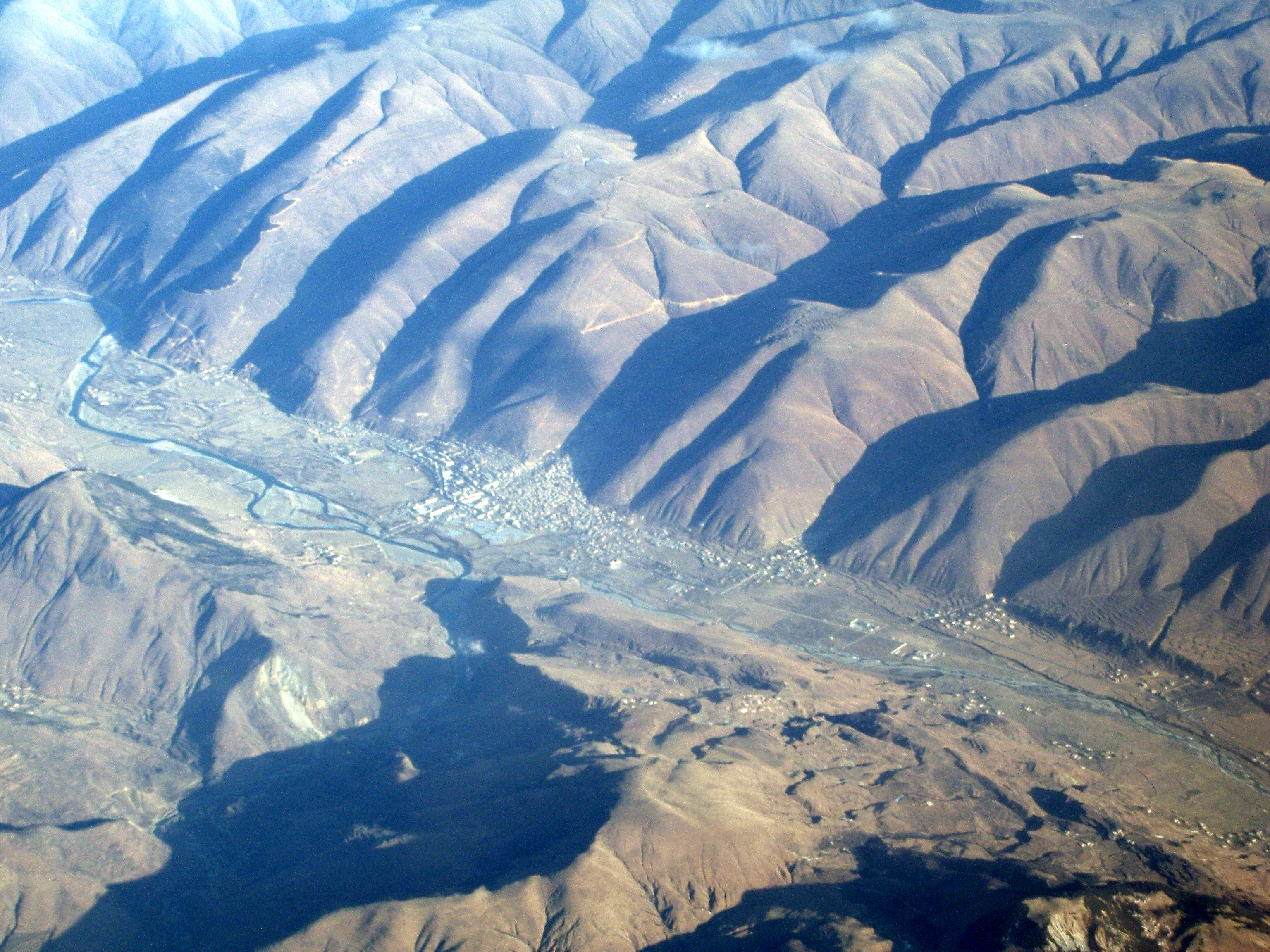
Вид зверху на долину річки Сяншуйхе та систему розломів.

Система розломів Сяншуйхе становить 1400-кілометровий активний лівосторонній зсув, який враховує рух зсуву на Тибетському плато. Розлом є однією з найбільших активних внутрішньоконтинентальних геологічних структур у світі. З 1893 року зафіксовано розриви сумарною довжиною щонайменше 350 кілометрів у результаті значних послідовних землетрусів з магнітудою 6,5 або більше. З 1700 року і до наших днів розлом розривався по всій довжині під час сильних землетрусів.
Спочатку землетрус мав магнітуду 7,9 за китайською шкалою поверхневих хвиль; подальший аналіз і перерахунок події привели остаточну редакцію до 7,6. Ця подія стала результатом чистого лівостороннього ковзання на сегменті Лухо системи розломів Сяншуйхе. Ділянка розлому Сяншуйхе розірвалася на довжину 90 кілометра і спричинила максимальний зсув 3,8 м на неглибокій 0,5-км ділянці  зони розриву. Поблизу селища Данду сільськогосподарське поле було зміщено на 7,2 м, але дослідження показали, що це також було накопичення зсувів від попередніх землетрусів, включаючи подію 1816 року. Поверхневі розриви були добре задокументовані вченими на всій довжині 90 км від Ренди до Касу. Південно-східний 10-км сегмент розриву землетрусу перекрив аналогічний сегмент землетрусу в Ренді 1923 року з магнітудою 7,3 на розломі Сяншуйхе.

## Вплив
Землетрус забрав життя від 2175 до 2204 людей у провінції Сичуань. Крім того, 43 дитини залишилися сиротами.
Землетрус спричинив значні руйнування вздовж 90-кілометрового розриву. Майже всі будинки поблизу або на шляху розриву були зруйновані, щонайменше 15 700. За оцінками, 2867 будівель також були серйозно пошкоджені. У двох містах округу Лухо 4600 із 5000 будинків зруйновано, а ще 880 зазнали серйозних пошкоджень. Магістраль Китайське національне шосе 318 або шосе Сичуань — Тибет було пошкоджено каменепадами, зсувами та тріщинами в 17 місцях. Інші дороги, мости та телекомунікаційні системи також були пошкоджені або порушені. Загинуло близько 40 427 голів худоби та було втрачено 2,01 мільйона кілограмів їжі.

## Відповідь
Для допомоги в рятувально-відновлювальних роботах у постраждалий район був направлений підрозділ НВАК. У дивізії щонайменше 668 медичних працівників із 49 груп надавали допомогу постраждалим.